# Donaldson (Minnesota)
Donaldson – miasto w Stanach Zjednoczonych, w stanie Minnesota, w hrabstwie Kittson.